# Chicago, Milwaukee, St. Paul and Pacific Railroad
Die Chicago, Milwaukee, St. Paul and Pacific Railroad (CMSP&P RR), bis 1928: Chicago, Milwaukee and St. Paul Railroad, umgangssprachlich auch als Milwaukee Road bezeichnet, war eine US-amerikanische Eisenbahngesellschaft mit Sitz in Chicago. Sie existierte bis zur Übernahme durch Soo Line Railroad am 1. Januar 1986. Ihr Liniennetz erstreckte sich von Chicago über den nördlichen Mittleren Westen und die Rocky Mountains bis zum Pazifik. Die beiden bekanntesten Markenzeichen des Unternehmens waren ein auf zwei Teilnetze in den Rocky Mountains und im Kaskadengebirge aufgeteilter elektrischer Betrieb und ein hochwertiger Reisezugverkehr mit den „Hiawatha“-Stromlinienzügen zwischen Chicago und der Metropolregion Minneapolis–Saint Paul.

## Streckennetz

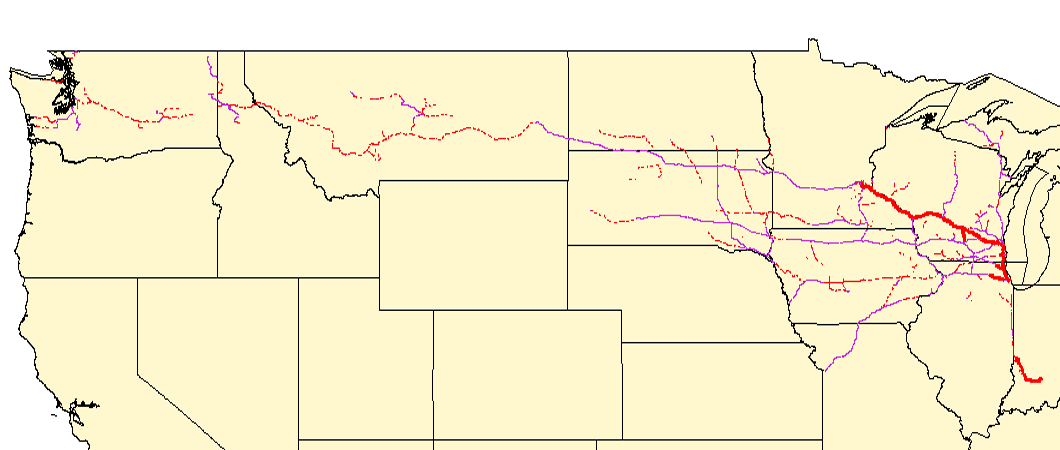
Früheres Streckennetz: Dicke rote Linien wurden 2006 von Canadian Pacific (CP) betrieben, violette Linien von anderen Gesellschaften und dünne rote Linien wurden stillgelegt. 2008 erwarb die CP weitere hier violett dargestellte Strecken.

Die Milwaukee Road besaß nach Stand von 1929 ein 11.248 Meilen langes Streckennetz, das von den beiden Städten Chicago und Milwaukee strahlenförmig nach Westen verlief. Von Chicago aus führte eine Hauptlinie zunächst zum Mississippi River, die sich dort in Äste nach Kansas City im Südwesten, Omaha im Westen und La Crosse im Norden aufteilte. Über La Crosse führte wiederum eine Hauptlinie von Milwaukee nach Minneapolis-Saint Paul und von dort westwärts zum Missouri River sowie nordwärts nach Duluth an der Westspitze des Oberen Sees. Eine weitere bedeutsame Hauptstrecke mit Ausgangspunkt in Milwaukee führte über Madison nach Rapid City, während Milwaukee selbst über eine von Chicago kommende Süd-Nord-Strecke mit Calumet auf der nördlichen Halbinsel von Michigan verbunden war. Eine Ausnahme unter den bisherigen Strecken stellte eine Verbindung von Chicago südwärts nach Terre Haute und von dort ostwärts nach Westport dar, die 1921/22 übernommen worden war, um Kohlefelder im Süden des Bundesstaates Indiana zu erschließen.
Am Missouri River begann mit der „Pacific Extension“ das erst nach der Wende zum 20. Jahrhundert entstandene zweite Standbein der Gesellschaft. Die Strecke verlief nahe dem 46. Breitengrad zunächst durch die Great Plains, dann über den Lenep-Loweth-Ridge zwischen den Castle Mountains und den Crazy Mountains und anschließend durch die zentralen Rocky Mountains nach Butte (Montana). Von dort verlief sie bis Avery (Idaho) in Richtung Nordwesten und dann großteils zwischen dem 47. und 48. Breitengrad nach Tacoma und Seattle am Puget Sound. Große Teile folgten dabei dem Lauf der Northern Pacific Railway. Mit dieser Strecke und den Strecken im Mittleren Westen besaß die Milwaukee Road als einzige der miteinander konkurrierenden Gesellschaften eine direkte Verbindung vom Schienenverkehrsdrehkreuz Chicago zum Pazifischen Nordwesten. Größere Zweigstrecken gab es jeweils nordwärts in Montana von Harlowton nach Great Falls und im östlichen Teil von Washington über Spokane zur kanadischen Grenze.

## Geschichte

### Entstehung und „Pacific Extension“

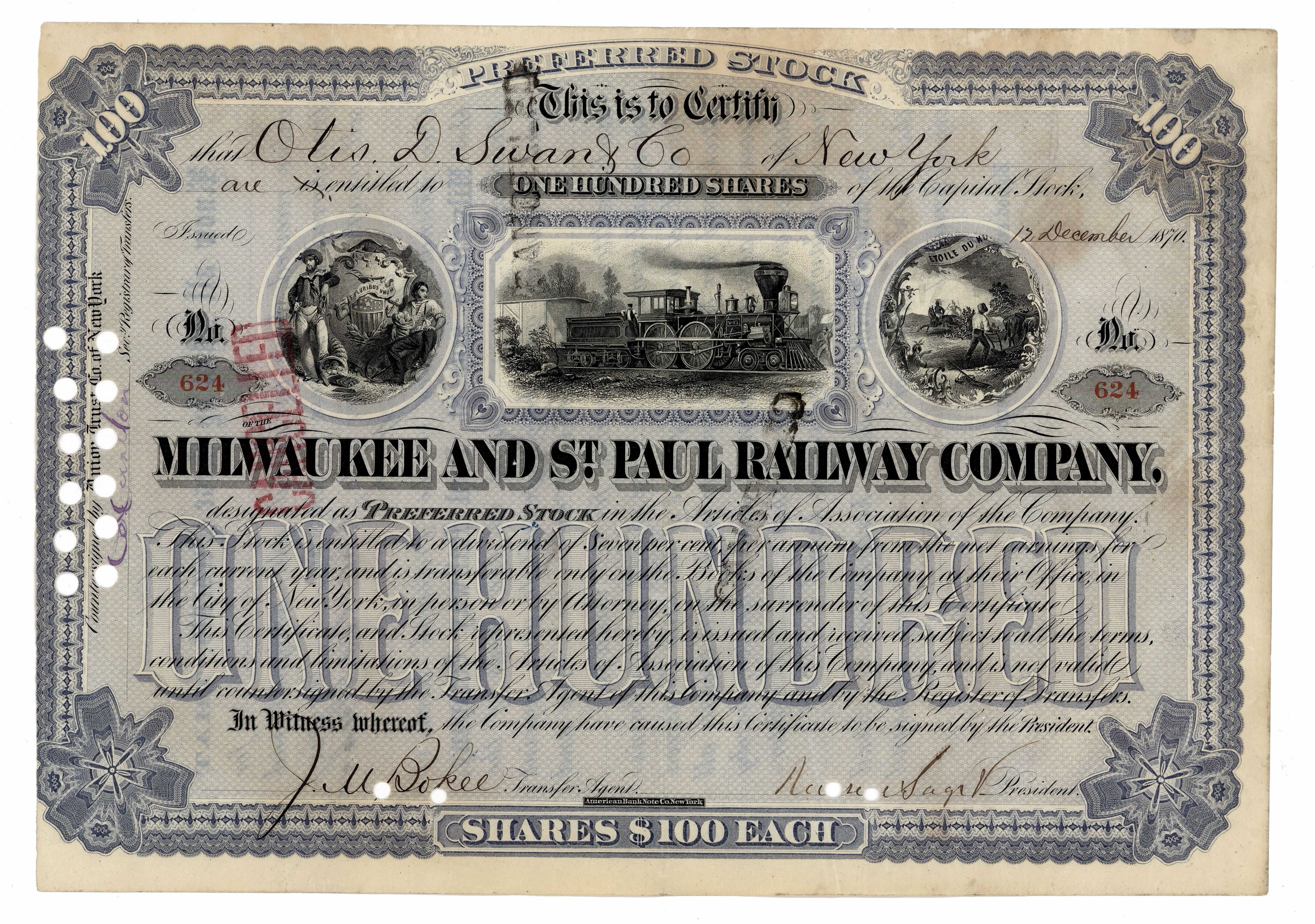
Aktie der Milwaukee and St. Paul Railway Company vom 12. Dezember 1870, signiert von Russell Sage

Die Geschichte der Milwaukee Road reicht zurück bis 1847. In diesem Jahr wurde die Milwaukee and Waukesha Railroad gegründet, sie änderte ihren Namen aber 1850 in Milwaukee and Mississippi Railroad (M&M). Nach drei Jahren Bauzeit fuhr der erste Zug von Milwaukee zur 20 Meilen westlich gelegenen Ortschaft Wauwatosa, der erste Reisezug verkehrte am 25. Februar 1851. 1854 wurde die Strecke nach Madison (Wisconsin) und 1857 nach Prairie du Chien am Mississippi River verlängert. Als Folge des Börsenkrachs im selben Jahr musste die M&M in Zwangsverwaltung gehen und wurde 1861 von der Milwaukee and Prairie du Chien Railroad (M&PdC) aufgekauft. 1867 schloss Alexander Mitchell die M&PdC mit der La Crosse and Milwaukee Rail Road zusammen, die seit 1858 ihre namensgebenden Städte verband und somit eine zweite Verbindung vom Michigansee quer durch Wisconsin zum Mississippi River herstellte. Entscheidend für die Entwicklung und Finanzierung der nunmehrigen Milwaukee and St. Paul war der erhebliche Bezug staatlicher Landzuteilungen. Prominente Einzelinvestoren waren neben Alexander Mitchell Russell Sage, Jeremiah Milbank und William Rockefeller. 1872 kaufte die Gesellschaft die St. Paul and Chicago Railroad, die kurz zuvor eine Bahnlinie von Saint Paul (Minnesota) am Westufer des Mississippis entlang nach La Crescent, gegenüber von La Crosse, fertiggestellt hatte. Nachdem sie 1873 Chicago an ihr Netz angeschlossen hatte, änderte die Bahngesellschaft ein Jahr später ihren Namen in Chicago, Milwaukee and St. Paul Railroad (CM&StP). 1880 wurde mit der Chicago & Alton, der Chicago, Burlington & Quincy und der Pennsylvania Railroad ein Übereinkommen getroffen, in Chicago einen Hauptbahnhof, die spätere Union Station zu errichten.:4 1887, dem Jahr der Fertigstellung einer Zweiglinie nach Kansas City, besaß die Gesellschaft Strecken in Wisconsin, Minnesota, Illinois, Iowa, South Dakota und Missouri. Der Firmensitz wurde 1889/90 von Milwaukee nach Chicago in das Rand McNally Building, eines der ersten Hochhäuser mit Stahlskelettkonstruktion, verlegt, während die Wagen- und Lokomotivwerkstätten in Milwaukee verblieben. Der Unternehmenssitz wurde später in das 1904 erbaute Railway Exchange Building verlegt und bezog 1924 die Chicago Union Station. 1893 kaufte die CM&StP die Milwaukee and Northern Railroad und erreichte somit die nördliche Halbinsel von Michigan. Zu diesem Zeitpunkt bildete der Missouri River abgesehen von einigen wenigen Meilen nach Kansas City und dem Betrieb über zu Union Pacific gehörenden Gleisen von Council Bluffs nach Omaha die westliche Grenze der Bahngesellschaft.

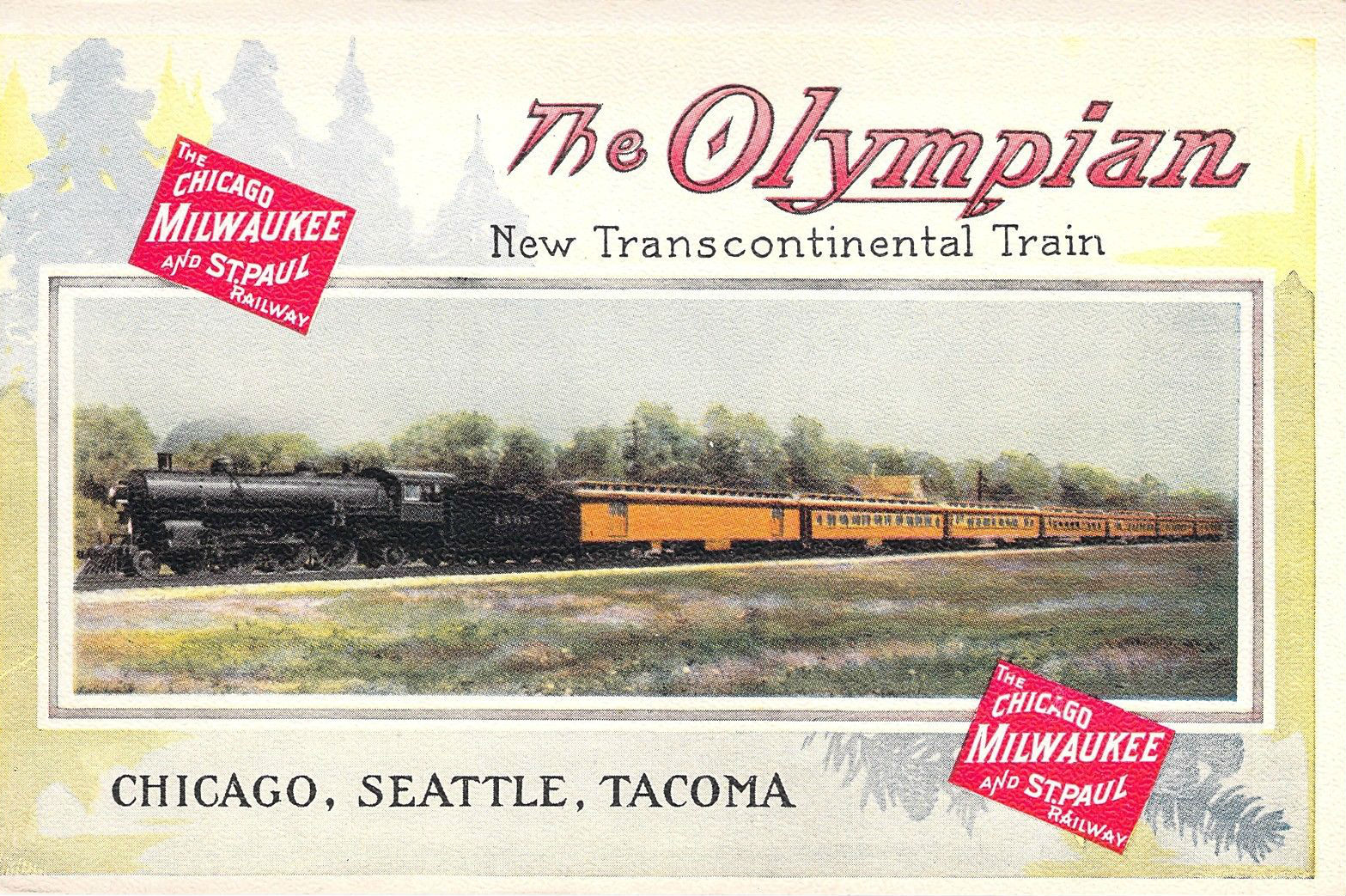
Werbepostkarte für den Olympian (1914)

In den 1890er Jahren festigte sich in den Führungsetagen der Gesellschaft die Erkenntnis, dass man nur im Konkurrenzkampf bestehen könne, wenn man eine Strecke an den Pazifik baue. Im Jahre 1901 begann die CM&StP deshalb mit den Planungen für die „Pacific Extension“, einer Linie von South Dakota nach Seattle am Puget Sound im Staate Washington. Die veranschlagten Kosten beliefen sich auf 45 Millionen Dollar (nach heutigen Preisen 1,3 Milliarden Dollar), erhöhten sich jedoch im Jahr der Baugenehmigung (1905) bereits auf 60 Millionen Dollar (1,6 Milliarden Dollar). Die Mehrkosten waren darauf zurückzuführen, dass anders als zuvor bei der Great Northern und der Northern Pacific Land gekauft werden musste. Zur Vorbereitung wurden zunächst Tochtergesellschaften in South Dakota, Montana, Idaho und Washington gegründet, die später wieder integriert wurden. Die eigentlichen Bauarbeiten begannen 1906 mit einem Brückenschlag über den Missouri River bei Mobridge, und im August 1908 erreichte die Bahn Butte im Staate Montana. Am 14. Mai 1909 war die Strecke mit dem letzten Nagelschlag bei Garrison (Montana) vollendet, damit lag die Bauzeit für den 2300 Meilen langen Schienenweg bei gerade mal drei Jahren. Der durchgehende Personenverkehr begann jedoch erst 1911 mit den namhaften Zügen Olympian und Columbian. Einige Historiker hinterfragen die Routenwahl, da sie fast alle größeren Städte außen vor ließ und demnach für den lokalen Güterverkehr uninteressant war. Allerdings war sie 18 Meilen kürzer als die kürzeste Route der Konkurrenz und wies geringere Steigungen auf. Um 1910 endete der Boom im Pazifischen Nordwesten und 1914 öffnete der Panamakanal, so dass die tatsächlichen Güterverkehrsleistungen nicht die ursprünglichen Projektionen erreichten, aber die Schulden aus der Bauzeit blieben.

### Elektrischer Betrieb

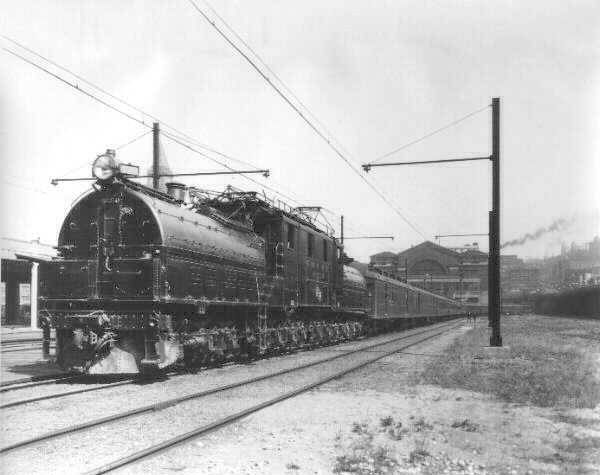
Eine EP-2 verlässt Seattle mit dem Olympian (1925)

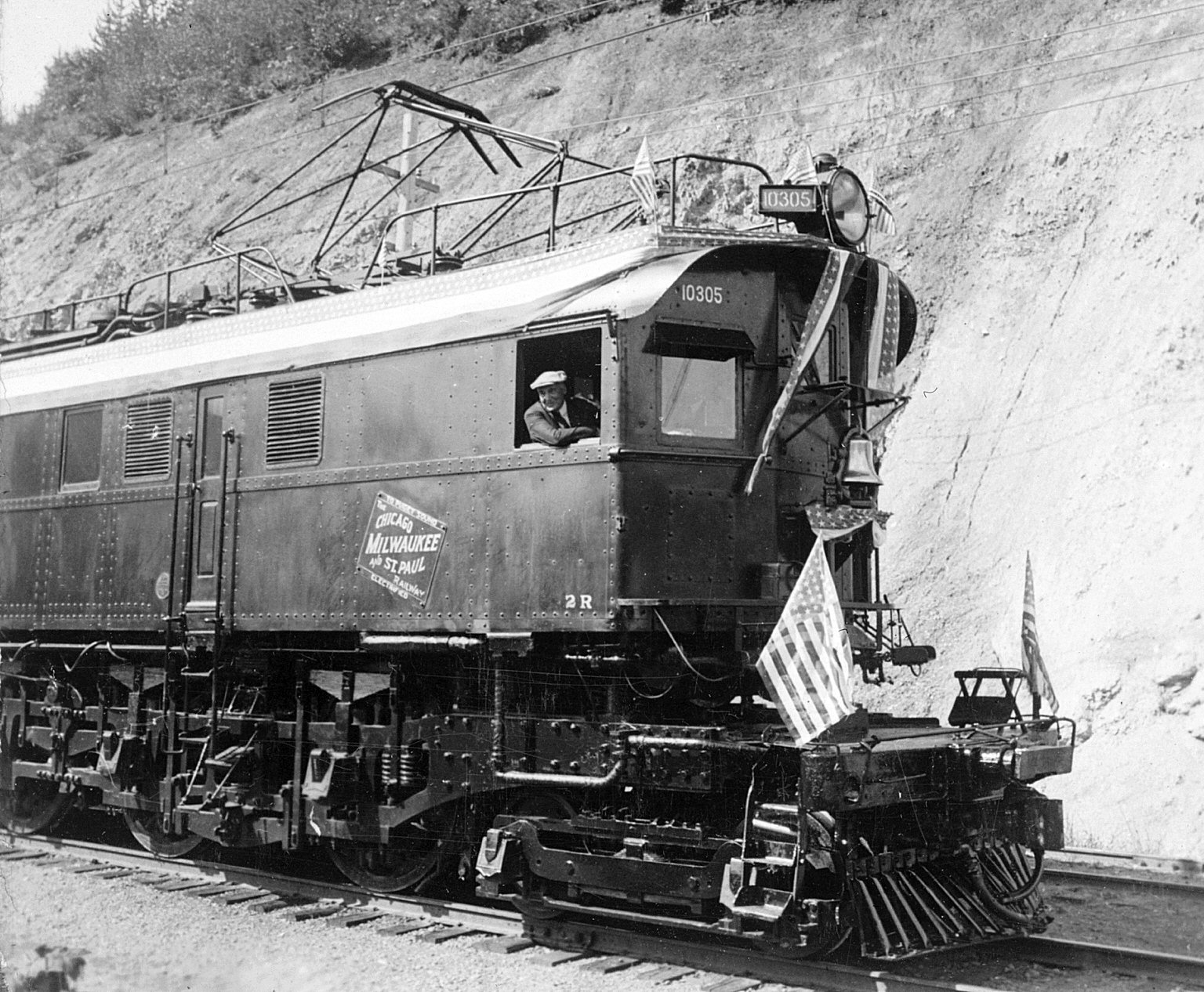
US-Präsident Harding zeigt sich im Führerstand einer EP-3

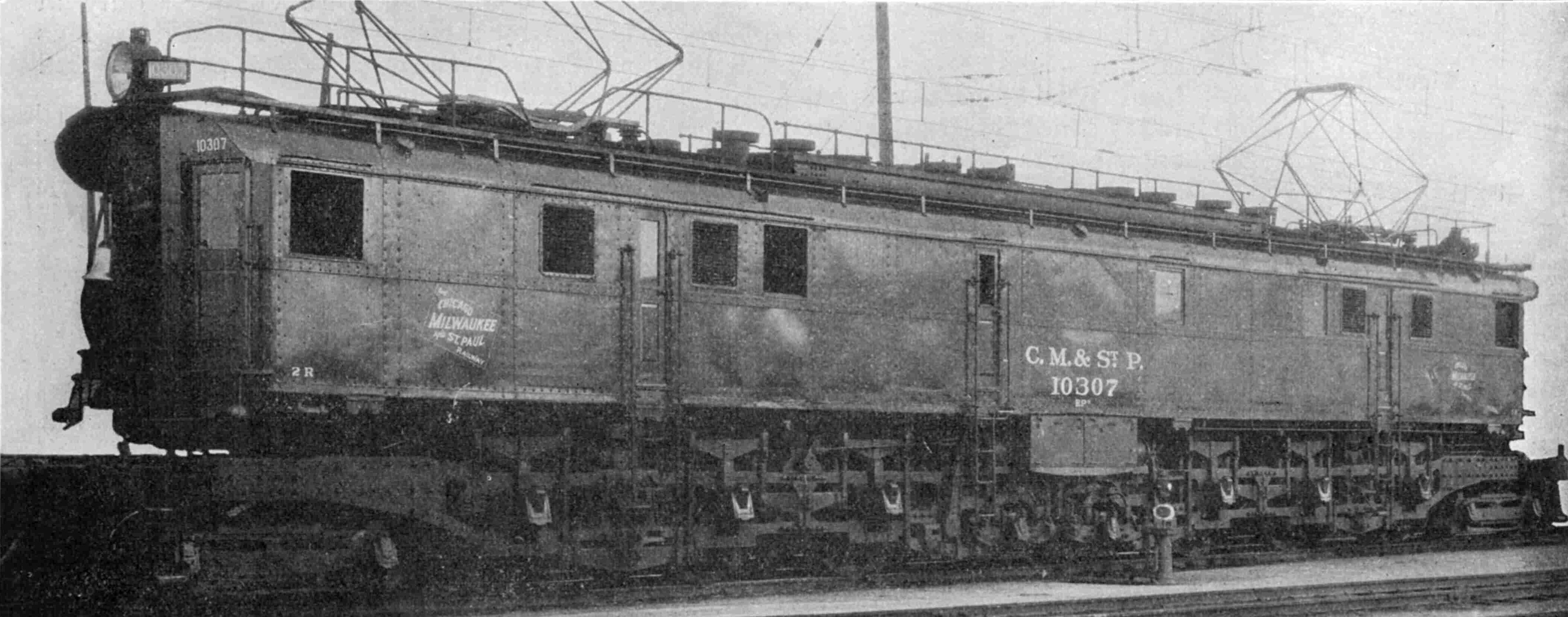
Lokomotivtype EP-3

Da die CM&StP als letzte Bahngesellschaft den Pazifik erreichte, sah sie sich in einem wettbewerblichen Nachteil. Um im Konkurrenzkampf mithalten zu können, musste sie innovativ agieren, zumal der Gebirgsbetrieb durch Temperaturen, die nicht selten auf −40 °C sanken, erschwert wurde. Dies führte durch einen Beschluss von 1912 zu einem für amerikanische Verhältnisse äußerst ungewöhnlichen Experiment: der Elektrifizierung der steigungsreichen Abschnitte in den Rocky Mountains und dem Kaskadengebirge. In den Bergen war hierzu reichlich Wasserkraft vorhanden und in Anaconda (Montana) gab es einen ortsnahen Kupferproduzenten. 1914 begann man zwischen Harlowton und dem 438 Meilen (705 km) entfernten Avery, hölzerne Masten aufzustellen. Ein Jahr später stand bereits der Abschnitt zwischen Three Forks (Montana) und Deer Lodge (Montana) unter Strom. 1917 nahm man den elektrischen Betrieb mit 3000 V Gleichstrom auf voller Länge auf. Der Abschnitt wurde fortan als Mountain Division bezeichnet. 1919 wurden auch die Elektrifizierungsarbeiten auf der 207 Meilen (333 km) langen, weiter westlich gelegenen Coast Division zwischen Othello (Washington) und Tacoma abgeschlossen. 1927 wurde der Fahrdraht nochmals über zehn Meilen nach Seattle verlängert. Die Schließung der Fahrdrahtlücke zwischen Avery und Othello wurde häufig erwogen, jedoch aus Geldmangel nicht durchgeführt. Die Stromversorgung erfolgte über 110-kV-Überlandleitungen und die Umformung in die für die Oberleitung benötigte Gleichspannung über Motorgeneratoren in 22 entlang der beiden Strecken verteilten Unterwerken. Obwohl im Vergleich zu europäischen Verhältnissen von nur bescheidener Größe, war das elektrisch betriebene Streckennetz knapp nach dem der Pennsylvania Railroad das zweitgrößte unter den Vollbahnbetrieben in den USA.
Technisch gesehen war die Elektrifizierung ein voller Erfolg. Mit den EP-1-, den legendären EP-2 „Bi-Polar“- und den mit Westinghouse-Federantrieb ausgerüsteten EP-3-Elektrolokomotiven konnten entschieden mehr Wagen mit einer höheren Geschwindigkeit und geringeren Energiekosten gezogen werden als mit Dampflokomotiven. Nachahmer der Bahn-Elektrifizierung fanden sich in den USA angesichts der zunehmenden Konkurrenz durch die Motorisierung des Straßenverkehrs jedoch nicht, auch waren die hohen Investitionen abschreckend – der gesamte Streckenbau samt Teilelektrifizierung kostete letztendlich 257 Millionen Dollar (nach heutigen Preisen 3,5 Milliarden Dollar). Ob die Elektrifizierung den Konkurs von 1925 beschleunigt oder verzögert hat, bleibt umstritten. Ein Unternehmensreport aus diesem Jahr berichtet, dass die Einsparungen gegenüber dem Dampfbetrieb bereits mehr als die Hälfte der für die Elektrifizierung aufgewendeten Investitionskosten von 23 Millionen Dollar betragen hätten.

### Die große Zeit
1927 wurde der Olympian mit neuem Wagenmaterial frisch aufgestellt und mit dem im Spanischen Stucco-Stil gehaltenen Gallatin Gateway Inn in Montana das erste bahneigene Touristenhotel eröffnet. Bei der Sanierung im Jahre 1928 erhielt die Gesellschaft ihren endgültigen Namen Chicago, Milwaukee, St. Paul and Pacific Railroad und führte die Markenbezeichnung The Milwaukee Road ein, musste aber infolge der Weltwirtschaftskrise 1930 den Columbian wieder einstellen und am 29. Juni 1935 erneut Konkurs anmelden. Die treuhändische Verwaltung blieb bis zum 1. Dezember 1945 bestehen.

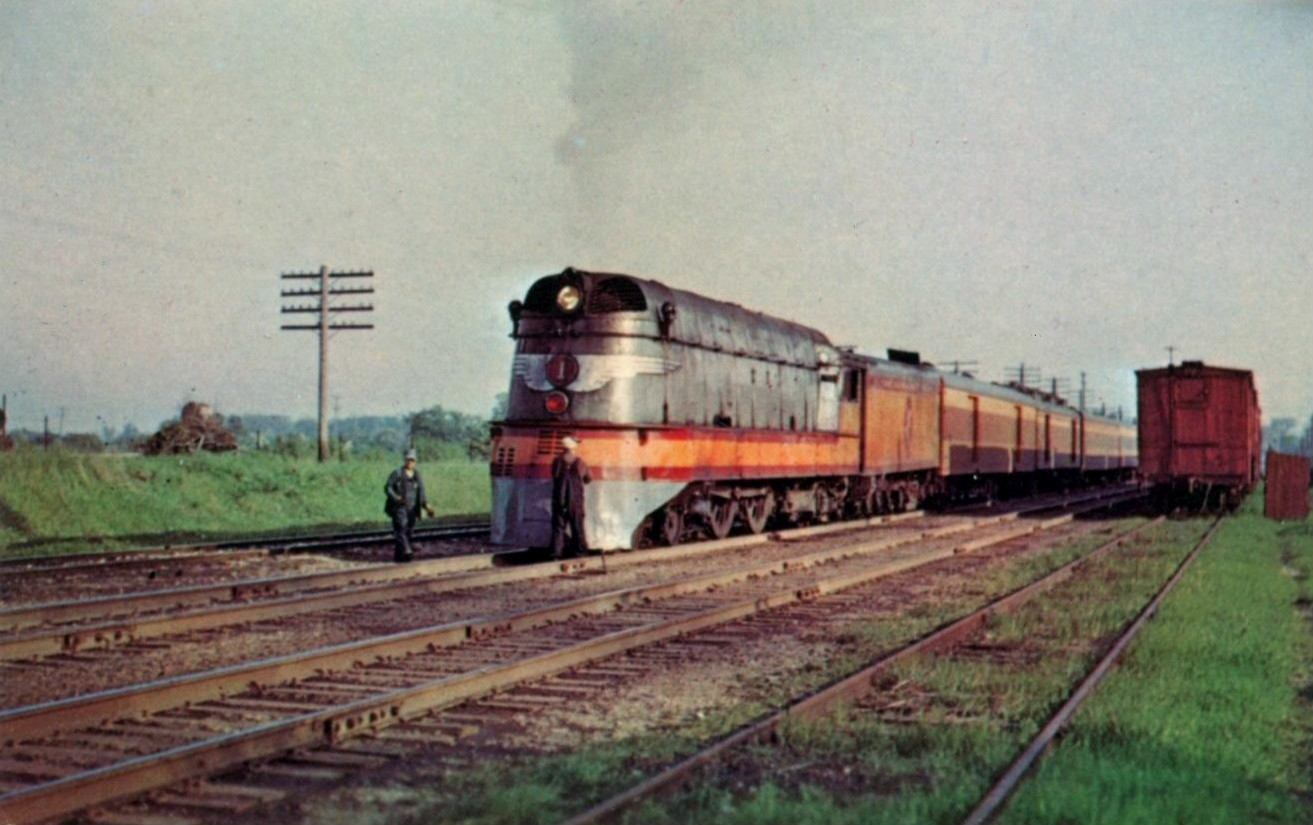
Außerplanmäßiger Halt einer A-Klasse mit einem „Hiawatha“ nahe Milwaukee (1951)

Im Mai 1935 begann zwischen Chicago und den „Twin Cities“ St. Paul und Minneapolis im Schnellzugverkehr eine neue Ära. Die mit planmäßig 160 km/h verkehrenden „Hiawatha-Züge“, innen und außen gestaltet vom deutsch-amerikanischen Industriedesigner Otto Kuhler, sorgten fortan für eine schnelle Verbindung zwischen den beiden Metropolen. Für die 663 km lange Strecke benötigten sie sechseinhalb Stunden, später verkürzte sich die Reisezeit nochmal um 15 Minuten, was einer Durchschnittsgeschwindigkeit von fast 107 km/h entsprach. Hinzu kamen andere Verbindungen, die ebenfalls unter der Marke Hiawatha vermarktet wurden. Dazu gehörte auch der Überlandzug Olympian Hiawatha zwischen Chicago und Seattle. Eine kleine Auferstehung feierte der Zug unter Amtrak-Ägide von 1971 bis 1979, als der ex-Paradezug der Northern Pacific Railway North Coast Limited zum North Coast Hiawatha verbunden wurde und über Milwaukee- und Burlington Northern (ex NP)-Gleise Chicago mit Seattle verband.
In der Zeit nach dem Zweiten Weltkrieg bis 1960 gelang es der Gesellschaft, aus der Existenznot zu entrinnen. Mitte der 1950er Jahre schritt die Verdieselung voran, so dass 1957 die letzte Dampflok fuhr. Die Elektroloks der ersten Generation wurden durch die ursprünglich für den Export in die Sowjetunion vorgesehenen Lokomotiven der Klasse EP-4 (genannt „Little Joe“) ergänzt. Als weitere Maßnahmen wurden Güterbahnhöfe modernisiert und bereits Mitte der 1960er Jahre der Kombinierte Verkehr eingeführt. In Zusammenwirken mit der Union Pacific Railroad übernahm die Milwaukee Road die Fernzüge City of Los Angeles, City of San Francisco, City of Denver und City of Portland. Von der Chicago and North Western Railway übernahm sie den Betrieb für den Challenger. In den frühen 1960er Jahren folgten die Modernisierung des Vorortverkehrs und der Neubau des Bahnhofs in Milwaukee.

### Niedergang

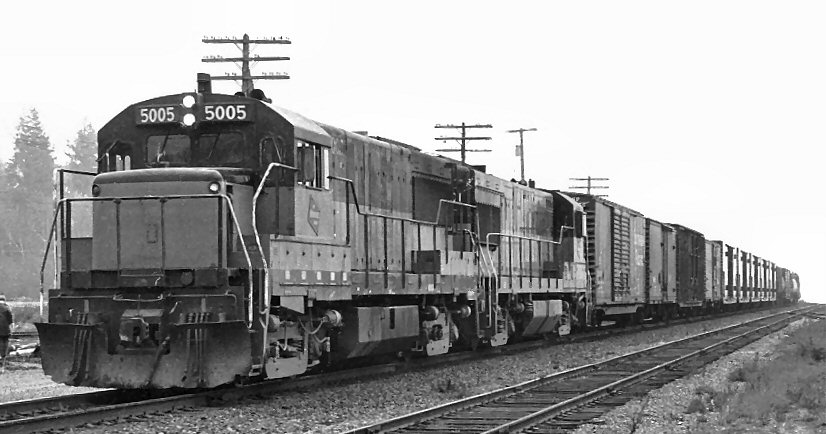
Zwei Dieselloks GE U25B im Jahre 1972 in Bellingham (Washington)

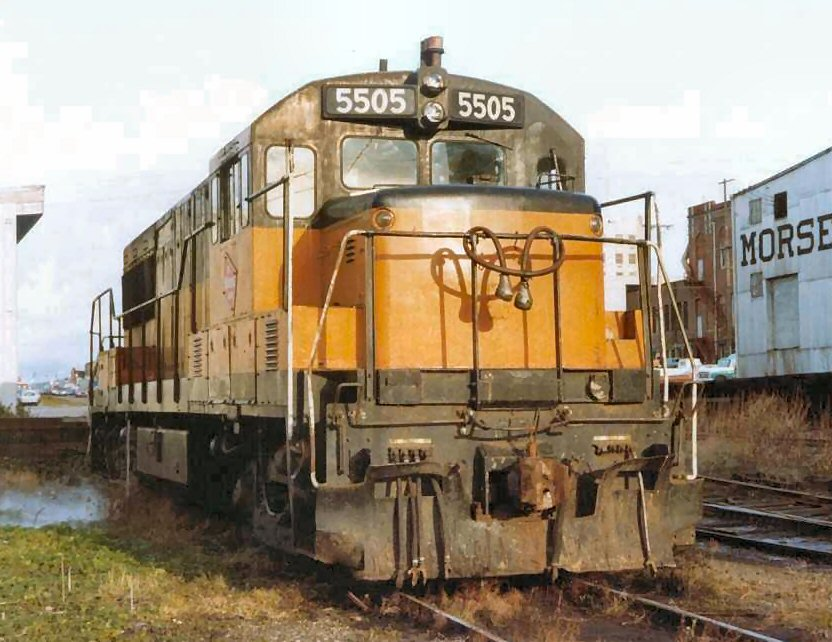
GE U28B #5505 im Jahre 1979 in Bellingham (Washington)

Der gesamte Schienenverkehrssektor befand sich Ende der 1950er und in den 1960er Jahren im Niedergang. Die Milwaukee Road wurde von der Krise besonders schwer getroffen, zumal der Mittlere Westen mit zu vielen im Wettbewerb zueinander stehenden Bahnen durchzogen war und auch die Situation auf den Transkontinentalrouten zum Pazifik nicht anders aussah. Die erste sichtbare Folge dieser Krise war die Einstellung des Vorzeigezuges Olympian Hiawatha trotz der innovativen Aussichtswagen im Jahre 1961. Der Rücktritt von Präsident John P. Kiley und sein Ersatz durch den ziemlich unerfahrenen William John Quinn 1957 war ein einschneidender Zeitpunkt; von diesem Zeitpunkt an war das Management darauf fixiert, die Probleme der Gesellschaft durch eine Fusion mit einer anderen Gesellschaft zu lösen. Seit 1964 erwog die Bahngesellschaft, mit der Chicago & Northwestern (C&NW) und der Rock Island zu fusionieren, scheiterte jedoch 1969 durch das Veto der Regulierungsbehörde ICC. Etwa zu dieser Zeit wurde die Fusion der Hill Lines Northern Pacific, Great Northern und Burlington Route mit der Spokane, Portland and Seattle Railway genehmigt. Durch die daraus resultierende Schaffung der Burlington Northern Railroad am 2. März 1970 erhielt die Milwaukee Road Zugangsrechte für die BN-Linie nach Portland (Oregon), wodurch der Verkehr auf der Pacific Extension bis 1973 stark zunahm. So stieg der Transporterlös alleine im ersten Halbjahr 1973 gegenüber dem ersten Halbjahr 1972 von 153 Millionen Dollar auf 176 Millionen Dollar, was seinerzeit den größten Zuwachs unter den bedeutenden US-Bahnen bedeutete. Im Hafen von Seattle übernahm die Bahn 80 % der Fracht und bei dem aus dem Pazifischen Nordwesten stammenden Containerverkehrsaufkommen lag der Marktanteil bei gut 50 %. Die Kehrseite der Marktöffnung war ein Rückgang der Verkehrsleistung im Mittleren Westen.
1971 erfolgte die Gründung der Holdinggesellschaft Chicago Milwaukee Corporation. In der Folge wurde der Versuch unternommen, finanzielle Mittel der Bahngesellschaft für die Diversifizierung in anderen Geschäftsbereichen abzuzweigen.
Kurze Zeit nach der Burlington-Northern-Fusion boten die Eigentümer der C&NW ihre Gesellschaft der Milwaukee Road gänzlich zum Kauf an. Der Vorstand wies das Angebot ab, obwohl dadurch das Hauptziel der vergangenen Dekade – eine Fusion mit der relativ kleinen C&NW – erreicht worden wäre. Stattdessen wurde davon ausgegangen, dass nur der Zusammenschluss mit einer größeren Gesellschaft das Überleben hätte sichern können. Ein Versuch, zusammen mit der Rock Island in der Union Pacific aufzugehen, scheiterte genauso wie diverse Versuche, die Milwaukee Road gegen den Willen anderer Partizipanten in Fusionen zu zwingen.
Die Verdieselung machte auch vor den beiden elektrifizierten Streckenabschnitten nicht Halt. Mit der Zeit wurden immer mehr Diesellokomotiven im Verbund mit den vorhandenen Elloks eingesetzt. Als die Überalterung der elektrischen Anlagen zunahm und der Kupferpreis eine gute Möglichkeit bot, die Erfolgsrechnung um immerhin zehn Millionen Dollar aufzubessern, wurde 1972 auf der Coast Division und am 16. Juni 1974 auf der Mountain Division der elektrische Betrieb eingestellt. Dass diese Entscheidung fatale Folgen haben würde, zeigte sich erst mit der Ölkrise. Die Kosten für den Dieselbetrieb waren nun doppelt so hoch wie bei einem vergleichbaren Einsatz von Elektrolokomotiven. Für die Anschaffung neuer Dieselloks mussten weitere 39 Millionen Dollar aufgebracht werden, was dem Betrag entsprach, den man für die Schließung der Fahrdrahtlücke zwischen Avery und Othello hätte aufwenden müssen. Fallende Kupferpreise sorgten außerdem dafür, dass sich der Verkaufserlös aus den abgebauten Fahrdrähten gegenüber dem veranschlagten Betrag halbierte. Die Sanierung der maroden Gleise konnte unter diesen Umständen nicht mehr durchgeführt werden. Als Folge sanken die Transporte und die Fahrzeiten verdreifachten sich fast.

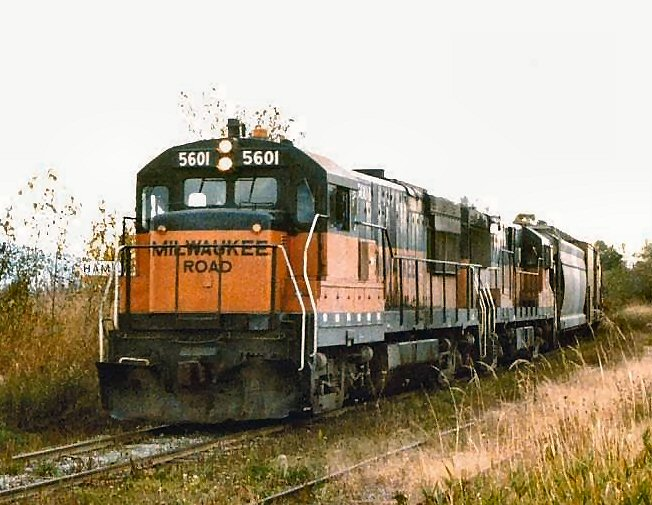
GE U30B #5601 im Jahre 1979 in Hampton (Washington)

Mit der Zeit begannen die in den 1960er Jahren aufgeschobenen Modernisierungen im Anlagevermögen, durch die das finanzielle Erscheinungsbild für Fusionen verbessert werden sollte, Probleme zu verursachen. Sie spitzten sich zu durch die Praxis, Rollmaterial an fremde Dienstleistungsunternehmen auszulagern und anschließend rückzuleasen. Die Leasingkosten stiegen immer stärker und für deren Finanzierung mussten immer mehr Wagen verkauft werden. Durch die verlustreiche Zeit Anfang der 1970er Jahre musste die Milwaukee Road am 19. Dezember 1977 zum dritten Mal Konkurs anmelden. Danach wurde sie einem umfangreichen Sanierungsprozess unterzogen. Hauptergebnis dieser Maßnahme war die Stilllegung sämtlicher Strecken westlich von Miles City in Montana, wodurch die Konkurrenzgesellschaft Burlington Northern im Transportgeschäft von Chicago nach Seattle einen bis heute währenden Monopolistenstatus erhielt. Die Netzlänge ging schlagartig von 9514 Meilen Ende 1979 auf 3901 Meilen ein Jahr später zurück. Das Netz wurde auf Verbindungen zwischen Chicago, Kansas City, Minneapolis-St. Paul, Duluth (ab St. Paul über Gleise von Burlington Northern) und Louisville (fast ausschließlich über Gleise von Conrail und Seaboard System) konzentriert.
Die neue Variante „Milwaukee II“ war nicht profitabler als die vorherige Gesellschaft. Es wurden weiter Verluste geschrieben. Der Wettbewerb mit größeren Bahngesellschaften, die um die Vorherrschaft in der Große-Seen-Region kämpften, sorgte in den 1980er Jahren dafür, dass die CMSP&P Übernahmekandidat für die Chicago & Northwestern, die Grand Trunk Western, einer Tochtergesellschaft der Canadian National Railway und Soo Line Railroad, deren Aktienmajorität sich im Besitz der Canadian Pacific Railway befand, wurde. Soo Line Railroad kaufte schließlich am 21. Februar 1985 das Bahnvermögen und übernahm mit Wirkung zum 1. Januar 1986 den Betrieb auf dem Streckennetz. Einige von Soo Line übernommene Lokomotiven trugen noch lange den alten Anstrich; 2012 waren noch mehrere in Milwaukee Road-Lackierung im Einsatz.
Die amerikanische Personenverkehrsgesellschaft Amtrak fährt heute auf den früheren Milwaukee-Gleisen Intercity-Züge zwischen Chicago und Milwaukee. Der im Bundesstaat Washington gelegene Teil der Pacific Extension wurde vom Staat übernommen und in einen 300 Meilen langen Wanderweg mit dem Namen John Wayne Pioneer Trail umgewandelt. Er wird derzeit gemeinsam von der Washington State Parks and Recreation Commission und dem Washington State Department of Natural Resources unterhalten. Der Weg wird von der Gesetzgebung für eine mögliche Reaktivierung als Schienenverkehrsweg vorgehalten. In den Bitterroot Mountains entstand zwischen Loop Creek (Idaho) und East Portal (Montana) ein 14,5 Meilen (23,3 km) langer Radwanderweg als Route of the Hiawatha Trail.

## Lokomotiven

### Dampflokomotiven
In den ersten 30 Jahren nach der Entstehung der Bahn waren sämtliche Lokomotiven zweifach gekuppelt. Die erste Lokomotive für die Milwaukee & Waukesha Railroad, eine American mit zwei vorangestellten Laufachsen, wurde 1848 bei den Norris Works in Philadelphia gebaut. Die erste Lokomotive, die westlich von Cleveland überhaupt gebaut wurde, war die 1852 von Walton & Company für die Milwaukee & Mississippi Railroad gebaute Menomonee.:8 Dennoch wurden die meisten Maschinen nicht von Herstellern aus dem Mittleren Westen, sondern aus Neuengland geliefert. 1881 wurden für die schwersten Güterzüge 30 Ten-Wheeler (2’C) beschafft, wodurch erstmals unterschiedliche Bauarten für Personen- und Güterzuge zum Einsatz kamen. Unter den 705 in einer Statistik vom 1. Oktober 1886 gelisteten Lokomotiven waren bereits die meisten Ten-Wheeler. 1889 wurden zwei Ten-Wheeler von den Rhode Island Locomotive Works und den Schenectady Locomotive Works ausgeliefert, um auf der 85 Meilen langen Strecke von Chicago nach Milwaukee Züge aus 15 Wagen in zweieinhalb Stunden zu ziehen.:12 Um zulässige Achslasten nicht zu überschreiten, wurde die vom letztgenannten Hersteller gelieferte bis zu den entsprechenden Anpassungen im Oberbau mit einer hinteren Laufachse versehen, was sie faktisch zu einer Pacific (2’C1’) machte. Eine zweite Pacific der Rhode Island Locomotive Works für die CM&StP wurde schließlich 1893 auf der World’s Columbian Exposition in Chicago gezeigt, entsprach aber noch nicht den Anforderungen für den Dienst auf der Strecke zwischen Chicago und Milwaukee.:13 Auf der Weltausstellung einigte sich Frederick Charles Winby mit der CM&StP die von ihm konstruierte und ausgestellte Dampflokomotive James Toleman bei der Gesellschaft im Einsatz zu testen. Das auffälligste Merkmal dieser Maschine war ein elliptischer Kessel. Sie erwies sich jedoch als totaler Misserfolg und wurde schon nach kurzer Zeit der Purdue University in West Lafayette als Ausstellungsstück übergeben.
Im Januar 1892 wurde die erste Verbunddampflokomotive an die CM&StP ausgeliefert. Etwa zu dieser Zeit beabsichtigte man, die Strecke von Chicago nach Milwaukee mit neun Wagen in 1 Stunde 45 Minuten zurückzulegen. Unter Berücksichtigung der Geschwindigkeitsbeschränkungen innerhalb der Stadtgrenzen mussten dabei 74 Meilen innerhalb von 77 Minuten bei einem Zwischenstopp und vier Langsamfahrstellen abgefahren werden.:16 Im Mai 1896 lieferten die Baldwin Locomotive Works hierfür zwei Atlantics, die die Erwartungen voll erfüllten. Am 3. Juli 1896 zog Lok 839 ihren aus 13 Wagen bestehenden und 544 t schweren Schnellzug über die Strecke von Forest Glen bei Chicago zur National Avenue in Milwaukee bei einem Zwischenstopp von fünf Minuten in 82 Minuten.:16 Für den schnellen Güterverkehr auf den Flachlandstrecken westlich von Chicago wurden zunächst weiterhin im großen Stil Ten-Wheeler beschafft. Im August 1901 lieferte Baldwin die ersten Vierkuppler, vier 1’D-Consolidations, an die CM&StP aus. Zusammen mit den nachfolgend gelieferten oder in den eigenen Werkstätten nachgebauten Fahrzeugen wurden sie als Klasse C1 eingereiht. 1910 und 1912 entstanden Nachfolgebaureihen mit größeren Zylinderdurchmessern. Die größten und schwersten (109 t) Consolidations kamen mit dem Kauf der Chicago, Terre Haute & Southeastern Railroad 1921 zur CM&StP.

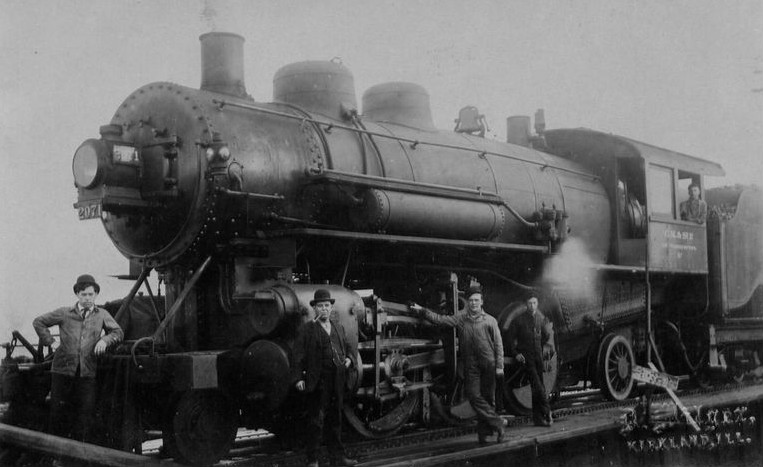
Prairie der Klasse K1 mit der Nummer 2071 (1908)

Ab 1903 wurden die Lokomotiven der CM&StP regulär mit einem Rahmen aus Stahlguss gebaut.:19 Mit dem Bau der Pacific Extension wurden für den Güterverkehr im Gebirge erstmals Prairies (1’C1’) beschafft. Die Feuerbüchse dieser Serie wurde extra für die in Montana geförderte Kohle angepasst.:22 Die 1907 bis 1909 in mehreren Serien gebauten 195 Prairies wurden bei der CM&StP als Klasse K eingereiht und waren zu mehr als einem Drittel mit Überhitzern ausgestattet. 1909 kamen für denselben Einsatzbereich 20 Mikados (1’D1’) hinzu, die als Klasse L1 eingereiht wurden. Ab 1912 folgten weitere der gänzlich mit Überhitzern ausgestatteten Bauserien der L-Klasse. Vorrangig für den Schiebebetrieb auf den Steigungsstrecken wurden 1910/11 25 Mallets mit der Achsformel (1’C)C1’ beschafft und als Klasse N1 eingereiht. Sie konnten 900 Tonnen mit sechs bis neun Meilen pro Stunde über eine Steigung von 27 Promille ziehen und bewährten sich sehr.:24 1911 folgten elf weitere mit Überhitzern ausgestattete Exemplare als Klasse N2.
In jenen Jahren wurden im schweren Schnellzugdienst die Atlantics durch Pacifics ersetzt, wodurch sich die Höchstgeschwindigkeiten und die Anhängelasten erhöhten. 1930 lieferte Baldwin 14 Hudsons (Achsfolge 2’C2’) für den anspruchsvollen Betrieb zwischen Chicago und Minneapolis als Klasse F6 aus. Von dieser Bauart folgten ein Jahr später acht weitere Exemplare als Klasse F6a. Der Einsatz dieser Reihe erstreckte sich auch über Minneapolis über die 914,4 Meilen lange Präriestrecke bis Harlowton hinaus, wo weniger die Maximalsteigungen von zehn Promille als vielmehr die harten klimatischen Bedingungen die Anforderungen erhöhten.:27 Auf dieser Relation wurde 1930 auch eine Northern (2’D2’) als Klasse S1 erprobt. 1937 bis 1944 wurden 40 Stück von Baldwin und 1944 zehn von Alco in Serie geliefert.
Für die „Hiawatha“-Züge zwischen Chicago und Minneapolis wurde 1935 bis 1937 die nur aus vier Exemplaren bestehende A-Klasse mit Stromlinienverkleidung und Ölfeuerung angeschafft. Als diese Atlantics den zunehmenden Anhängelasten nicht mehr genügten, folgten zwischen 1937 und 1938 sechs stromlinienverkleidete, aber wieder kohlegefeuerte Hudsons als Klasse F7. Beide Bauserien fanden bereits in den Jahren 1949 bis 1951 ihr frühes Ende und mussten den Diesellokomotiven weichen. 1957 wurde mit der Klasse G8, einem Ten-Wheeler, die letzte Dampflokomotivbaureihe ausgemustert.

### Elektrolokomotiven

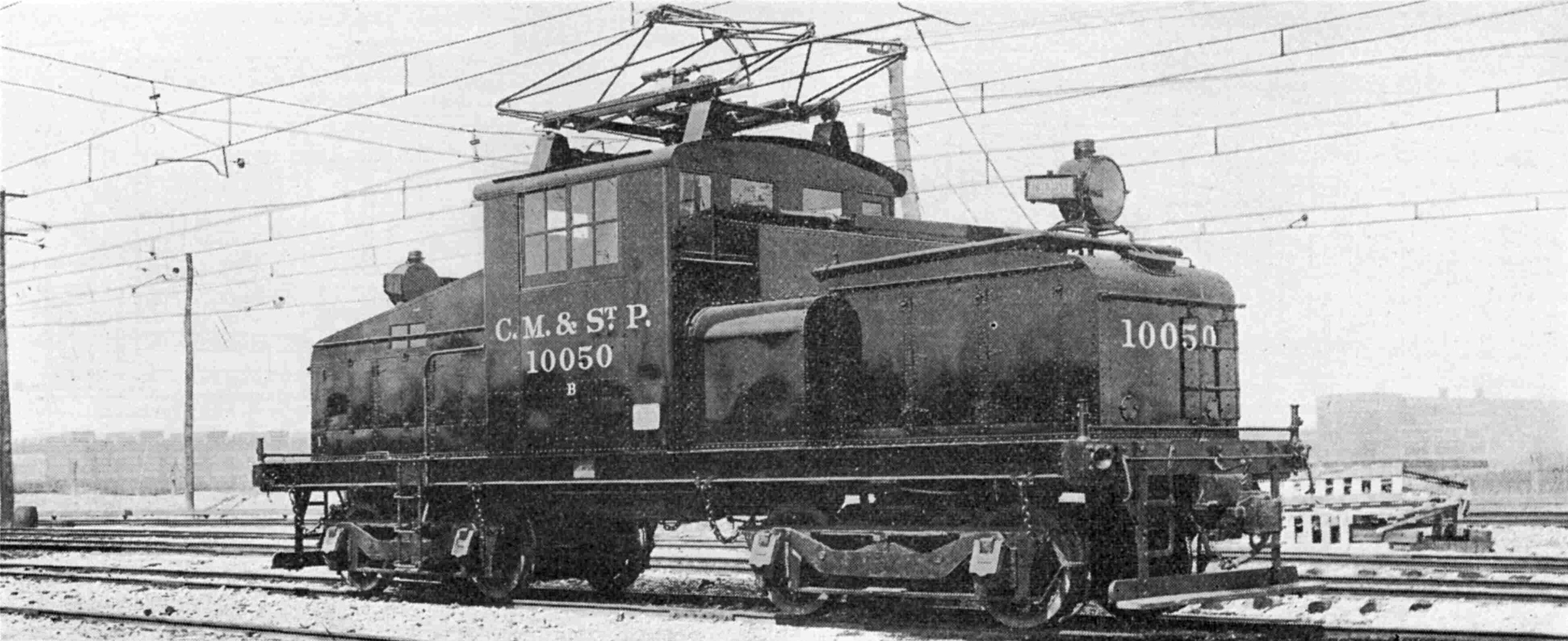
Rangierlokomotive ES-2

Für die Mountain-Division wurden 1915 die Klassen EP-1 und EF-1 im damals üblichen kastenförmigen Boxcab-Design beschafft. Sie wurden stets zu Doppellokomotiven zusammengefügt. Für den Personenverkehr entstanden so aus 24 Maschinen zwölf Doppelloks EP-1, während für den Güterverkehr mit 60 Maschinen 30 Doppelloks mit geändertem Übersetzungsgetriebe als EF-1 zur Verfügung standen. Als 1919 neuere Personenzuglokomotiven zum Einsatz kamen, wurden die EP-1 in EF-1 für den Güterverkehr umgebaut. Steigende Anhängelasten führten in den 1930er Jahren dazu, dass einige Lokomotiven zu Dreier-Einheiten EF-2 zusammengefügt wurden. Einheiten, bei denen in den mittleren Loks die nicht mehr benötigten Führerstände ausgebaut wurden, wurden als Klasse EF-3 eingereiht. In den Jahren 1951 bis 1961 entstanden durch erneute Umbauten zehn Vierer-Einheiten EF-5.
Ebenfalls 1915 wurde in Great Falls (Montana) der Güterbahnhof mit 1500 Volt Gleichstrom elektrifiziert. Für den dortigen Rangierdienst stand lediglich die Einzellokomotive ES-1 zur Verfügung, die 1939 ausgemustert wurde. Auch für den Rangierdienst entlang der Hauptstrecke wurden 1916 und 1919 nur vier Bo′Bo′-Loks als Klasse ES-2 beschafft.
Durch Elektrifizierung der Coast Division entstand 1919 ein neuer Bedarf an Personenzuglokomotiven. General Electric lieferte fünf Exemplare der als Bipolars bekannt gewordenen Klasse EP-2 und Westinghouse zehn Exemplare der Klasse EP-3, die durch ihre Antriebsart den Spitznamen Quills erhielten. Mit den zwölf von General Electric gelieferten Little Joes, von denen Geschwisterloks auch an die Chicago South Shore and South Bend Railroad sowie nach Brasilien gingen, fand die Beschaffung von Elektrolokomotiven ihren Schlusspunkt. Zwei Little Joes, die als EP-4 für den Personenzugdienst eingereiht wurden, wurden 1956 in gewöhnliche EF-4 für den Güterverkehr umgebaut.

### Diesellokomotiven

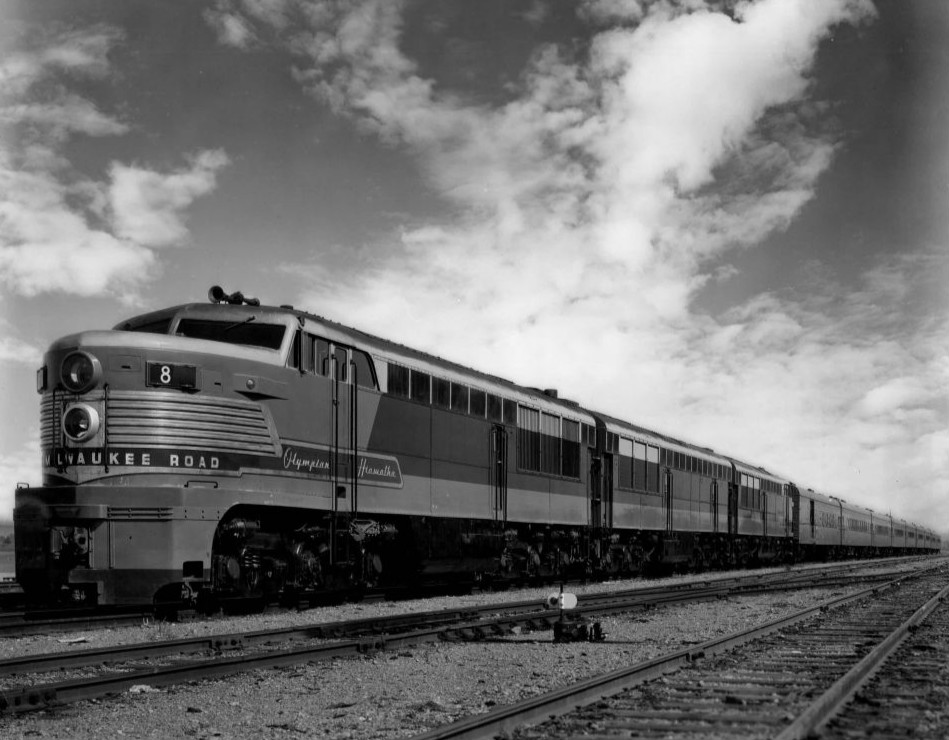
Erie-built vor dem Olympian Hiawatha (1947)

Die Verdieselung begann 1939 mit der Anschaffung erster Rangierlokomotiven von Alco und EMD. Ab 1941 wurden mit der EMD F-Serie im großen Stil Großdiesellokomotiven mit geschlossenem Aufbau (cab units) beschafft. Auch die Firma Fairbanks Morse lieferte mit den Erie-built ab 1946 solche größtenteils für den Reisezugverkehr gedachten Fahrzeuge. Bestandsmäßig am größten vertreten war unter den Diesellokomotiven die GP9 mit 128 Fahrzeugen, gefolgt von der SD40-2 mit 90 und der GP40 mit 72 Fahrzeugen. Von den 118 gelieferten zweiteiligen EMD F7 waren 68 A-Units mit Führerstand und 50 B-Units. Waren diese Lokomotiven auch bei den anderen großen US-amerikanischen Bahnen vertreten, so lieferte EMD 1969 und 1972 zehn Loks der ausschließlich für die Milwaukee Road gebauten Reihe SDL39, um die in die Jahre gekommenen Verschiebeloks der Reihe RSC-2 von 1947 zu ersetzen. 1974 lieferte EMD für den Vorortverkehr in Chicago 15 Lokomotiven der Reihe F40C aus, die später von METRA übernommen wurden. Auch diese Reihe war nur bei der Milwaukee Road vertreten. Von der FP45, von der die Milwaukee Road fünf Exemplare bezog, lieferte EMD nur neun weitere an die Santa Fe.
General Electric lieferte zwar bereits 1940/41 drei kleine Rangierlokomotiven aus, trat jedoch erst ab 1965 mit der U-Serie als Lieferant von Großdiesellokomotiven bei der Milwaukee Road auf. An Rangierlokomotiven waren vor allem EMD SW1200, verschiedene Bauserien von Alco und später EMD MP15AC vertreten. Auch Baldwin lieferte noch von 1940 bis 1954 einige Lokomotiven unterschiedlicher Bauserien. Whitcomb war mit neun Rangierlokomotiven kaum vertreten, Davenport Locomotive Works lieferte nur zwei 44-Tonner.

## Personenverkehr
Von 1882 bis 1890 beteiligte sich George Mortimer Pullman zu einem Viertel an dem Geschäft mit den eingesetzten Schlafwagen, danach wurden alle Schlafwagen von der CM&StP wieder alleine betrieben.:4 Im größten Teil ihrer Unternehmensgeschichte vermarktete die Milwaukee Road ihrer Personenzüge intensivst und unterhielt bis zum Ende des privaten Reisezugverkehrs 1971 eine hochqualitative Flotte an Fernzügen. Das in den eigenen Werkstätten auf dem Milwaukee Menomonee Valley entwickelte Rollmaterial gehörte zu dem besten, was je auf nordamerikanischen Gleisen verkehrte. Die bekanntesten Entwicklungen waren die von Otto Kuhler gestalteten „Biberschwanz“ (beavertail) genannten Kanzelwagen aus den 1930er Jahren oder die Skytop-Lounge-Kanzelwagen des Industriedesigners Brooks Stevens aus den 1940er Jahren. Der gute Ruf der Personenzugsparte war wohl auch der Grund, weshalb die Union Pacific im November 1955 den Betrieb ihrer City-Streamliner der Milwaukee Road übertrug.

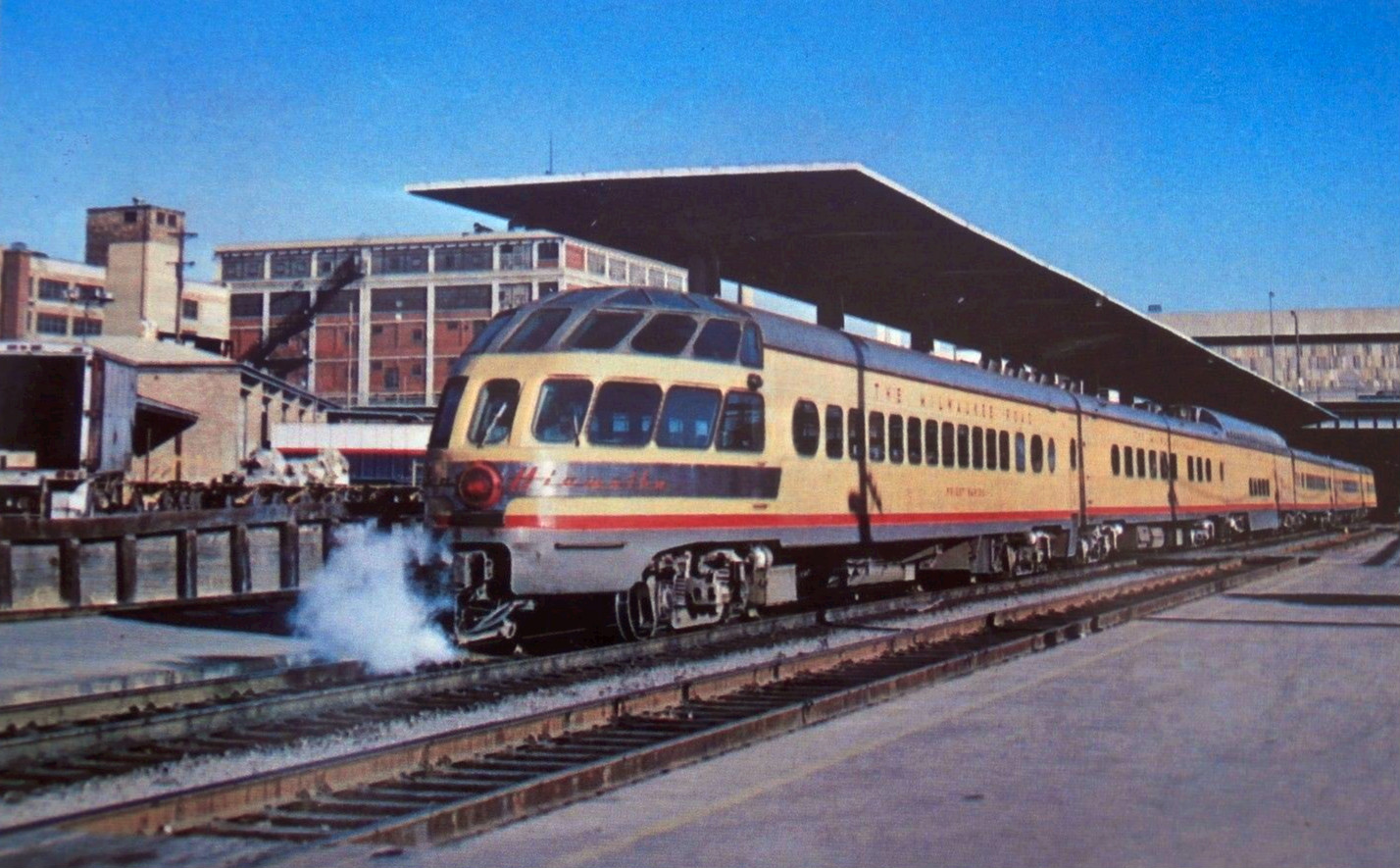
Kanzelwagen „Priest Rapids“ Nr. 189 in den Farben der Union Pacific (1968)

Einer der ersten Züge mit Individualnamen war der Pioneer Limited 1898, der Chicago und die Twin Cities verband. Auf dieser Route kamen ab 1935 auch die Hiawatha-Verbindungen auf, die noch nach dem Zweiten Weltkrieg eine wichtige qualitative Orientierungsmarke für industrielles Design im Reisezugverkehr blieben. Die für den Olympian Hiawatha 1951 bei Pullman beschafften verlängerten Skytop-Lounge-Wagen wurden später an die Canadian National Railway weiterverkauft. Erwähnenswerte Züge abseits der Achse Chicago–Twin Cities–Seattle waren neben den Cities der Sioux Chicago–Prairie du Chien–Rapid City, der Southwest Limited Chicago–Kansas City und der bis in die Mitte der 1960er Jahre verkehrende Arrow Chicago–Cedar Rapids–Omaha. Nach der Übernahme der Fernzüge von der Union Pacific änderte die Milwaukee ihr bisheriges orange-kastanienbraunes Farbschema in das grau-gelb-rote der UP um.